# Receptory muskarynowe
Receptory muskarynowe – grupa receptorów metabotropowych zlokalizowanych na błonach komórkowych, których pobudzenie w organizmie przez acetylocholinę wiąże się z aktywacją białka G i wymianą GDP na GTP.

## Budowa
Każdy receptor muskarynowy zbudowany jest z pojedynczego hydrofobowego białka posiadającego siedem odcinków śródbłonowych o strukturze helisy alfa. Acetylocholina przyłącza się do zewnątrzkomórkowych części białka, powodując zmianę jego konformacji. Dzięki temu związane do drugiej i trzeciej pętli wewnątrzkomórkowej białko G zostaje zaktywowane, a związane z jego podjednostką α GDP zostaje wymienione na GTP. Zaktywowane białko G może następnie aktywować białka efektorowe produkujące przekaźniki drugiego rzędu. W wyniku hydrolizy GTP → GDP, białko G się inaktywuje, a kompleks z receptorem zostaje odtworzony.

## Typy receptorów muskarynowych
Dotychczas zidentyfikowano pięć typów receptorów muskarynowych:
- M1 − znajduje się głównie w komórkach ośrodkowego układu nerwowego, a także neuronach obwodowego układu nerwowego i komórkach okładzinowych żołądka
- M2 − występuje w tkance mięśniowej typu sercowego, jak również w zakończeniach presynaptycznych układu nerwowego obwodowego i ośrodkowego
- M3 − występują na komórkach gruczołowych oraz mięśniówce gładkiej narządów wewnętrznych oraz naczyń krwionośnych
- M4 − znajdują się w ośrodkowym układzie nerwowym, odpowiadają czynnościowo receptorom M2
- M5 − znajdują się w ośrodkowym układzie nerwowym, odpowiadają czynnościowo receptorom M3

## Różnice w mechanizmach działania między typami receptorów
Pod względem działania receptory można podzielić na dwie grupy:
- M1, M3 i M5 – aktywują typ Gq białka G. Uwolnione w wyniku hydrolizy podjednostki βγ białka G aktywuje fosfolipazę C, która rozkłada difosforan fosfatydyloinozytolu (PIP2) na trifosforan inozytolu (IP3) i diacyloglicerol (DAG). IP3 uwalnia zarówno wewnątrzkomórkowe zasoby wapnia, jak i otwiera receptory wapniowe w błonie komórkowej, prowadząc do wzrostu stężenia Ca2+ w cytoplazmie. W komórkach mięśniowych wywołuje to skurcz. Natomiast DAG aktywuje kinazę C, wyzwalając kaskadę aktywującą szereg białek.
- M2 i M4 – aktywują one białka typu Gi, które hamują aktywność cyklazy adenylowej. Spadek cAMP powoduje zwiększenie przewodzenia przez kanały K+ i w konsekwencji hiperpolaryzację komórki. Hamuje to przewodnictwo przez kanały wapniowe zależne od potencjału. Pobudzenie receptorów muskarynowych może również aktywować kaskadę przemian kwasu arachidonowego oraz aktywować cyklazę guanylową.

## Efekt działania
- M1 − depolaryzacja w zwojach układu autonomicznego i pobudzenie ośrodkowego układu nerwowego (przypuszczalny wpływ na procesy zapamiętywania), skurcz mięśni gładkich przewodu pokarmowego oraz wzrost wydzielania soku żołądkowego
- M2 − skrócenie trwania potencjału czynnościowego oraz ujemny efekt dromotropowy (zwolnienie przewodzenia)
- M3 − zwiększenie wydzielania gruczołów (np. ślinianek, gruczołów potowych lub oskrzelowych), skurcz mięśni gładkich przy równoczesnym wzroście wydzielania tlenku azotu(II), który w efekcie powoduje rozszerzenie naczyń.

Rola receptorów M4 i M5 jest niepewna.

## Agonisty i antagonisty[a]
Naturalnym agonistą wszystkich receptorów muskarynowych jest acetylocholina. Ponadto stwierdzono, że pewne substancje egzogenne mogą działać zarówno agonistycznie, jak i antagonistycznie, na poszczególne typy receptorów:
| Typ | Agonisty                            | Antagonisty                      |
| M1  | oksotremoryna cerwimelina arekolina | atropina pirenzepina dicyklomina |
| M2  | arekolina                           | atropina gallamina               |
| M3  | arekolina pilokarpina               | atropina tiotropium              |